# Lupis Brókerház
A Lupis Brókerház volt az első magyarországi brókercég. A Lupis a rendszerváltás sajátos üzleti környezetében kezdetben sikeres cégnek tűnt, azonban 1994-re súlyos nehézségekkel szembesült. Csődje több ismert magyar vállalat helyzetét ingatta meg, és az első milliárdos károkat okozó magyarországi brókerbotrányként lett emlékezetes.

## Története

### A brókerház tevékenysége
A rendszerváltás idején a kialakulatlan gazdasági környezetben és a még nem kellően megszilárdult pénzügyi kultúrával rendelkező országban több vállalkozás is alakult, amelynek célja az volt, hogy úttörő és később vezető szerephez jusson a pénzügyi szolgáltatások magyarországi piacán. Ezek közül első hazai magántulajdonú vállalkozásként a Lupis Brókerház Rt. kezdte meg működését. A vállalkozás jegyzett tőkéje az 1991. január 1-i megalakuláskor 121 millió forint volt. A brókerház azonban a nehéz gazdasági körülmények között nem tudta érdemben gyarapítani a társaság vagyonát. A vállalat, hogy a pénzpiacon forgatható tőkéhez jusson magas megtérülést ígérve keresett fel elsősorban állami szervezeteket és állami tulajdonban álló vállalatokat. Ügyfelei között olyan jelentős cégek bukkantak fel, mint a MÁV, a Magyar Honvédség, az Ikarus, illetve az Országos Közoktatási Intézet. A magas megtérülés reményében az állami szervezetek jelentős mennyiségű tőkét utaltak át a Lupis Brókerháznál vezetett számláikra.
A vállalat azonban hazardírozni kezdett befektetői pénzével. A Lupis Brókerház hamis letéti igazolásokat állított ki olyan állampapírokról, amelyek nem álltak a tulajdonában. A nem létező állampapírokat magas hozamot ígérő visszavásárlási garanciával kötelezvénnyel eladták a befektetőknek.
Később a Brókerháznál elhelyezett befektetői vagyont a befektetők tudta és jóváhagyása nélkül ingatlanügyletekbe vonták be. Ezen ingatlanügyletek azonban nem hozták meg a várt pénzügyi sikereket, a Lupis Brókerházra egyre fenyegetőbb árnyékként borult a növekvő követelésállomány. A vállalkozás vezetői végül – hogy az egyre idegesebb befektetőket megnyugtassák – a hamisítás eszközéhez fordultak. A cég meghamisította a tőzsdei elszámolórendszer bizonylatait és ügyfeleinek a hamisított bizonylatokat mutatta be fedezetigazolásként. A befektetők megtévesztése azonban nem segítette ki a vállalatot a pénzügyi slamasztikából. 1993 novemberére a brókerház több százmilliós működési veszteség mellett már csak 600 millió forintnyi vagyont birtokolt, ellenben 2,7 milliárd forintos hamarosan esedékes tartozást görgetett maga előtt. A vállalat vezetői ekkor kétségbeesett lépésre szánták el magukat: az Országos Társadalombiztosítási Főigazgatóság Brókerháznál letétbe helyezett 420 millió forint értékű államkötvény-csomagját a Brókerház eltulajdonította és mint saját tulajdonát eladta azt az OTP-nek. A Lupis működésének utolsó periódusában már kifejezetten magas kamattal kínálta kötvényeit: a MÁV-nak egyetlen hónapra 32%-os kamatot ajánlottak. Az ilyen manőverek azonban csak súlyosbították a vállalat helyzetét.

### Csőd és botrány
A kilátástalan helyzetben a Lupis Brókerház 1994. február 9-én csődeljárást kezdeményezett maga ellen, a cégtulajdonos pedig önként jelentkezett a rendőrségen. A vállalat eredménytelenül próbálta meg hitelezőit rábírni a csődegyezségre. 1994 nyarán a Brókerház összes tartozásállományát 3,15 milliárd forintban állapították meg, a cég által birtokolt vagyontárgyak értéke ennek csak a töredékét fedezte. A fizetésképtelenség komolyan megingatta a befektetők pénzügyi helyzetét: a MÁV éves költségvetésének 1%-át bukta el néhány óra alatt. A befektetőket összesen 3 milliárd forintnyi kár érte. A céget vezető Lupis Józsefet a sajtó érdeklődésétől övezve bíróság elé állították. Lupis együttműködött a bírósággal, beismerő vallomást tett és segítette a nyomozók munkáját. Együttműködésre való készsége miatt az elsőfokú bíróság enyhe büntetéssel sújtotta a tulajdonost: 2 év felfüggesztett börtönbüntetést kapott. Másodfokon azonban ennél jóval szigorúbb ítélet született: 6 év letöltendő börtön, teljes vagyonelkobzás és közügyektől eltiltás.
A Lupis Brókerház összeomlásának eredménye lett, hogy az magyar állam megtiltotta saját szervezeteinek, hogy a náluk lévő pénzeket magántulajdonú pénzügyi szolgáltatóknál fektessék be. 1994 óta a központi költségvetési szervezetek csak a Magyar Államkincstárnál helyezhetnek el befektetési célú betéteket.